# Dolomedes minor
Dolomedes minor är en spindelart som beskrevs av Ludwig Carl Christian Koch 1876. Dolomedes minor ingår i släktet Dolomedes och familjen vårdnätsspindlar. Inga underarter finns listade i Catalogue of Life.